# Célestin Mbida Zanga
Célestin Mbida Zanga est un pratiquant de sambo camerounais. Il a remporté deux médailles d'or aux Championnats d’Afrique de sambo et a été convoqué comme samboïste représentant le Cameroun aux Championnats du monde de sambo.

## Biographie
Celestin Mbida Zanga est un samboïste camerounais ayant participé à plusieurs reprises aux Championnats d’Afrique des nations de sambo. Il est né le 27 septembre 1996 à Yaoundé. Il est spécialisé en sambo de combat et en sambo de plage dans la catégorie des moins de 58 kg. 

### Champion d'Afrique en sambo de combat
Il est présent en 2022 lors de la 16e édition des Championnats d'Afrique de sambo au Palais polyvalent des sports de Yaoundé. Les Lions indomptables du sambo remportent la première place en Afrique en devançant le Maroc et l’Égypte. Lors de cette compétition, Célestin Mbida remporte une médaille d’or dans la catégorie des moins de 58 kg. 
En 2023, le Cameroun participe à la 17e édition des Championnats d'Afrique de sambo au complexe sportif Mohamed V à Casablanca au Maroc. La délégation camerounaise réalise un parcours honorable avec 9 compétiteurs sur 10 remportant chacun une médaille dont 4 en or. Ce qui correspond cette année-là pour le Cameroun à la place de vice-champion continental en ce qui concerne le sambo. Le champion du monde Seidou Nji Mouluh conduit ses coéquipiers en remportant son sixième titre en championnat d’Afrique dans la catégorie des moins de 98 kg. Célestin Mbida remporte une nouvelle médaille d’or dans la catégorie des moins de 58 Kg.

## Palmarès
| Compétition                          | Discipline           | Rang | Lieu       | Date            |
| ------------------------------------ | -------------------- | ---- | ---------- | --------------- |
| Championnats d’Afrique de sambo 2022 | 58.0kg combat hommes | 1er  | Yaoundé    | 17 juillet 2022 |
| Championnats d’Afrique de sambo 2023 | 58.0kg combat hommes | 1er  | Casablanca | 21 mai 2023     |
| Championnats d’Afrique de sambo 2024 | 58.0kg combat hommes | 2e   | Le Caire   | 1er juin 2024   |
| Championnats d’Afrique de sambo 2025 | 58.0kg combat hommes | 2e   | Conakry    | 24 mai 2025     |